# اغتيال جوفينيل مويس
اغتيال جوفينيل مويس اغتيل جوفينيل مويس رئيس هايتي على يد مجموعة من المسلحين في مقر إقامته يوم الأربعاء 7 يوليو 2021 الساعة 1 صباحًا بتوقيت المنطقة الزمنية الشرقية. نُقلت زوجة مويس السيدة الأولى مارتين موس إلى المستشفى بعد الهجوم.
قال رئيس الوزراء المؤقت كلود جوزيف إنه يسيطر على البلاد. الخلافة القانونية للرئاسة غير واضحة.

## خلفية

### الانتخابات
كان مويس هو الخليفة المختار للرئيس ميشال مارتيلي الذي مُنع دستوريًا من السعي لإعادة انتخابه في الانتخابات الرئاسية لعام 2015. ووفقًا للنتائج الرسمية حصل مويس على 33٪ من الأصوات في الجولة الأولى، أي أكثر من أي مرشح آخر ولكنه أقل من الأغلبية المطلوبة لتجنب جولة الإعادة الثانية. اعترض على هذه النتائج صاحب المركز الثاني جود سيلستين وآخرون، واحتج أنصاره. تم تأجيل جولة الإعادة بشكل متكرر مما أدى إلى مزيد من الاحتجاجات العنيفة، وألغيت النتائج في النهاية. عندما انتهت فترة ولاية ميشيل مارتيلي الحالية عين المجلس التشريعي جوسيلرم بريفيرت كرئيس مؤقت قبل انتخابات جديدة في نوفمبر 2016. في هذه الانتخابات حصل مويس على 56٪ من الحصيلة الرسمية، وهو ما يكفي لتجنب جولة الإعادة. تولى مويس منصبه في 7 فبراير 2017.

### الاضطرابات السياسية
خلال فترة مويس في منصبه الرئاسي لم تكن الاضطرابات السياسية والعنف غير شائعة، إلى جانب العديد من الاحتجاجات العنيفة المناهضة للحكومة. كانت فترة ولاية مويس في المنصب محل نزاع، مما أثار أزمة دستورية. مدة الرئاسة خمس سنوات وطالب مويس بالحكم حتى فبراير 2022، بعد خمس سنوات من توليه منصبه. ومع ذلك زعمت شخصيات معارضة ومن الأمثلة على ذلك إيثان زامبرانو من الحزب القمري أن ولاية مويس انتهت في فبراير 2021، بعد خمس سنوات من أداء المنتصر في الانتخابات الرئاسية لعام 2015 اليمين في ظل الظروف العادية. طالبت الاحتجاجات الواسعة باستقالة مويس، وعينت المعارضة القاضي جوزيف ميسين جان لويس رئيسًا مؤقتًا مقترحًا في فبراير 2021. تلقى مويس دعمًا من الولايات المتحدة ومنظمة الدول الأمريكية للبقاء في منصبه حتى عام 2022. تم تأجيل الانتخابات التشريعية المقررة في أكتوبر 2019، وكذلك الاستفتاء على التعديلات الدستورية حتى سبتمبر 2021، مما أدى إلى صدور قرار مويس بمرسوم. زعم مويس أنه أحبط محاولة انقلابية لقتله والإطاحة بالحكومة في فبراير 2021. تم اعتقال ما لا يقل عن 23 شخصًا. عين مويس سبعة رؤساء وزراء مختلفين خلال فترة وجوده في المنصب، وكان آخرهم أرييل هنري الذي تم تعيينه في 5 يوليو 2021، لكنه لم يكن قد أدى اليمين في وقت الهجوم.

## الهجوم
قُتل مويس في الساعات الأولى من يوم 7 يوليو 2021، عندما هاجم مسلحون مجهولون منزله في بيليرين 5 إحدى مقاطعات بيتيون فيل. تم إدخال مارتين مويس السيدة الأولى لهايتي إلى المستشفى متأثرة بجروح أصيبت بها أثناء الهجوم. ألقى بيان صحفي صدر في وقت لاحق من ذلك اليوم من مكتب رئيس الوزراء كلود جوزيف باللوم في الهجوم على «مجموعة من الأفراد المجهولين، بعضهم تحدث بالإسبانية». وزعم جيران مويس أنهم سمعوا نيران مدافع رشاشة ثقيلة بعد وقت قصير من الهجوم. يحتوي مقطع فيديو التقطه سكان يعيشون بالقرب من موقع الهجوم على صوت رجل بلكنة أمريكية، ويتحدث باللغة الإنجليزية، وادعى عبر مكبر الصوت أثناء الهجوم أنه عضو في إدارة مكافحة المخدرات الأمريكية، بينما قالت المصادر إن المهاجمين ليسوا من إدارة مكافحة المخدرات. قال مسؤول رفيع المستوى في حكومة هايتي: «هؤلاء كانوا مرتزقة».وفي ديسمبر 2023 أقرّ ماريو أنطونيو بالاسيوس وهو جندي كولومبي أمام محكمة فيدرالية أميركية بذنبه بالتآمر لاغتيال رئيس هايتي جوفينيل مويز عام 2021 في بور أو برنس. وجاء الإعتراف أمام المحكمة في ميامي بعد إبرامه اتفاق تعاون مع المدعين العامين، رغم أنه كان ينفي في السابق أي دور له.

## ردود الفعل
قال وزير الاتصالات فرانتس إكسانتوس إن الشرطة اعتقلت «القتلة المفترضين» لمويس في نفس اليوم الذي قُتل فيه. قُتل أربعة مشتبه بهم بينما قُبض على اثنين آخرين خلال معركة بالأسلحة النارية مع الشرطة في بورت أو برنس. تم نقل ثلاثة ضباط إلى المستشفى بعد إطلاق النار. ووصف المسلحون بأنهم مرتزقة أجانب تحدثوا باللغتين الإسبانية والإنجليزية. أدان رئيس الوزراء المؤقت كلود جوزيف الهجوم وذكر أنه كان مسؤولاً عن البلاد. أعلن جوزيف حالة الطوارئ على مستوى البلاد في وقت لاحق من ذلك اليوم. وصف جوزيف القتلة بأنهم مدربون تدريباً عالياً ومدججون بالسلاح. ينص تعديل عام 2012 على الدستور على أن رئيس الوزراء إلى جانب مجلس الوزراء يصبحان في سدت الرئاسة بعد وفاة الرئيس. لكن بما أن مويس كان في السنة الأخيرة من ولايته فإن الدستور ينص أيضًا على أن الجمعية الوطنية ستنتخب رئيسًا مؤقتًا. ومما زاد الأمور تعقيدًا أن التأخير في الانتخابات التشريعية جعل الجمعية غير موجودة أساسًا.
تم إغلاق مطار توسان لوفرتور الدولي، مع إعادة الطائرات إلى قواعدها. أغلق الرئيس الدومينيكاني لويس أبينادر الحدود مع هايتي وعقد اجتماعًا عاجلاً للقادة العسكريين ردًا على الاغتيال. تضمنت الإدانة الدولية للهجوم تصريحات من حكومات الأرجنتين وبوليفيا وكندا وتشيلي وكولومبيا وإسرائيل وبنما والمكسيك والمملكة المتحدة والولايات المتحدة ووجمهورية الصين (تايوان) وكذلك منظمة الدول الأمريكية.
ينص تعديل عام 2012 على الدستور على أن يتولى رئيس المحكمة العليا مهام منصبه في حالة وجود منصب رئاسي شاغر، ومع ذلك فقد توفي رئيس المحكمة رينيه سيلفستر بسبب كوفيد 19 قبل أسبوعين من مقتل مويس. كما نص الدستور على أن الجمعية الوطنية ستنتخب رئيسًا مؤقتًا. ومما زاد الأمور تعقيدًا أن التأخير في الانتخابات التشريعية جعل الجمعية غير موجودة أساسًا. أعلن مكتب رئيس الوزراء المؤقت كلود جوزيف في 8 يوليو أن الانتخابات التشريعية الخريفية ستستمر على الرغم من الاغتيال، مشيرًا إلى أن «رئيس الحكومة يعد بإجراء محادثات مع قادة المعارضة والجهات الفاعلة الأخرى في الحياة الوطنية لتهدئة الوضع الاجتماعي والمناخ السياسي وتسهيل إجراء انتخابات شاملة وذات مصداقية وفقًا للجدول الزمني الذي حدده المجلس الانتخابي المؤقت».
تم نقل السيدة الأولى مارتين مويس جواً من هايتي إلى مطار فورت لودرديل التنفيذي في ولاية فلوريدا الأمريكية، ووصلت إلى فورت لودرديل في حوالي الساعة 3:30 مساءً. ووصف الرئيس بالإنابة جوزيف حالتها بأنها مستقرة. تم إدخالها إلى مستشفى جاكسون التذكاري في ميامي لتلقي العلاج. قال سفير هايتي لدى الولايات المتحدة بوكيت إدموند إن حالتها مستقرة لكنها لا تزال حرجة.
أعلن قائد الشرطة ليون تشارلز في 8 يوليو أن ثلاثة مهاجمين مشتبه بهم قتلوا في المعركة مع الشرطة واعتقل سبعة عشر آخرين، لكنهم ما زالوا يحاولون اعتقال الأشخاص الذين دبروا الهجوم. صرح تشارلز لاحقًا أنهم ما زالوا يبحثون عن ثمانية من المهاجمين.